# Дэниелс, Чарли
Чарльз Эдвард «Чарли» Дэниелс (англ. Charles Edward «Charlie» Daniels, 28 октября 1936 — 6 июля 2020) — американский кантри-музыкант, певец, наиболее известный по хиту «The Devil Went Down to Georgia».

## Биография
Дэниелс родился и вырос в Северной Каролине, США. В молодости играл на скрипке и гитаре в ряде музыкальных коллективов. В 21 год решил начать профессиональную музыкальную карьеру, собрав свою первую группу — The Jaguars. В 1964 он выступил соавтором композиции «It Hurts Me», исполненной Элвисом Пресли. В конце 60-х Дэниелс перебрался в Нэшвилл, где работал сессионным музыкантом, нередко сотрудничая с известным кантри-продюсером Бобом Джонстоном. В качестве приглашённого музыканта Дэниелс участвовал в записи альбомов таких исполнителей, как Боб Дилан и Леонард Коэн.
Первой сольной работой певца стал выпущенный в 1971 году альбом Charlie Daniels. Год спустя музыкант основал свой новый музыкальный коллектив — Charlie Daniels Band. Уже в 1973 году группа записала свой первый хит, «Uneasy Rider», достигший девятой строчки в чарте Billboard Hot 100. В 1974 ими был выпущен кантри-рок-альбом Fire on the Mountain, всего за несколько месяцев ставший золотым и впоследствии получивший статус платинового. В тот же год Дэниелс вместе со своей группой организовал первый так называемый концерт Volunteer Jam. С тех пор, за исключением трёхлетнего перерыва в конце 1980-х, подобные концерты проводятся ежегодно, став своеобразной традицией.
В 1979 году за песню «The Devil Went Down to Georgia» Дэниелс стал обладателем премии «Грэмми» в номинации «Лучшее вокальное кантри исполнение дуэтом или группой». Композиция достигла третьей строчки в чарте Billboard Hot 100, а также стала настоящим хитом рок-ориентированных радиостанций, после того как зазвучала в драме 1980 года «Городской ковбой». На церемонии вручения наград CMA Awards «The Devil Went Down to Georgia» был признан синглом года, а альбом Million Mile Reflections, включающий в себя композицию, получил статус мультиплатинового.
Успешными стали и два последующих альбома Дэниелса: Full Moon (1980, платина) и Windows (1982, золота). Последующие релизы музыканта и группы не имели столь широкого успеха вплоть до 1989 года, когда был выпущен альбом «Simple Man», также ставший платиновым. В 1990-е и 2000-е релизы певца уже не штурмовали чарты, хотя его концертные выступления по-прежнему пользовались определённой популярностью.
В 2008 Дэниелс получил членство в Grand Ole Opry. В 2010 году он перенёс малый инсульт во время катания на снегоходе в Колорадо, после чего был доставлен в госпиталь, где был вынужден провести два дня. Музыкант был женат и имел сына.

## Дискография
Студийные альбомы
- 1971 — Charlie Daniels
- 1972 — Te John, Grease, & Wolfman
- 1973 — Honey in the Rock
- 1974 — Way Down Yonder
- 1974 — Fire on the Mountain
- 1975 — Nightrider
- 1976 — Saddle Tramp
- 1976 — High Lonesome
- 1977 — Midnight Wind
- 1979 — Million Mile Reflections
- 1980 — Full Moon
- 1982 — Windows
- 1985 — Me and the Boys
- 1987 — Powder Keg
- 1988 — Homesick Heroes
- 1989 — Simple Man
- 1991 — Renegade
- 1993 — The Devil Went Down to Georgia
- 1993 — America, I Believe in You
- 1994 — The Door
- 1995 — Same Ol’ Me
- 1996 — Steel Witness
- 1997 — Blues Hat
- 1997 — By the Light of the Moon
- 1999 — Tailgate Party
- 2000 — Road Dogs
- 2002 — How Sweet the Sound: 25 Favorite Hymns and Gospel Greats
- 2002 — Redneck Fiddlin’ Man
- 2005 — Songs from the Longleaf Pines
- 2007 — Deuces
- 2013 — Hits of the South
- 2014 — Off the Grid: Doin’ It Dylan